# كونغ فو باندا: أساطير الروعة
كونغ فو باندا: أساطير الروعة (بالإنجليزية: Kung Fu Panda: Legends of Awesomeness)‏ هو مسلسل رسوم متحركة مرسوم بالكمبيوتر فكرته مأخوذة من سلسلة أفلام كونغ فو باندا، تم عرضه لأول مرة في 2010 ثم تم إعادة عرضه في 2011. وتدور أحداثه بعد الفيلم الأول، حيث يتدرب بو لصبح محارب التنين، حيث بدأ الفيلم الثاني، وفقا للمنتج التنفيذي للسلسلة بيتر هاستينغز.
تم إنتاج المسلسل أصلا ليعرض على نكلوديون في 2010،  ولكن تم تأخيره إلى 2011 بدلا من ذلك. بدأ المسلسل بحلقة معاينة خاصة في 19 سبتمبر 2011، وبدأت البث المنتظم على 7 نوفمبر.  أنتجت ثلاثة مواسم. توقف البث في الولايات المتحدة بشكل جزئي خلال الموسم الثالث، ولكن جميع الحلقات عرضت بالفعل في بلدان أخرى، مثل نيكتونز الألمانية 2014-2015، ثم على YTV في كندا بين عامي 2015-2016.  في عام 2016 عرضت نيكتونز الأمريكية إعلانا عن بث حلقات جديدة؛ وتم الكشف لاحقا عن خمسة من عشر حلقة لم تعرض، وعرضت في الفترة من 15 فبراير وحتى فبراير 19. 
وإلى جانب لوسي ليو وجيمس كونغ، الذي أعادا أدوارهما في الفيلم بدور فايبر والسيد بينغ، يضم المسلسل أصواتا جديدة لشخصيات بو (ميك وينغرت)، والمعلم شي فو (فريد تيتاشوري)، النمرة (كاري والغرين)، كرين (أمير تالاي)، القرد (جيمس سي)، وفرس النبي (ماكس كوخ). 

## الشخصيات
- بو : هو التنين المقاتل
- مونكى : هو قرد وهي أحد الجبابرة الخمسة ولديه أخ أكبر منه وهو سارق.
- شيفو : هو معلم وأستاذ بو والجبابرة الخمسة وتلميذ أغواي.
- تايجر : هي نمرة وهي أحد الجبابرة الخمسة وهي الأقسى بينهم .
- مانتس : هو حشرة خضراء اللون وهو حشرة صغيرة وهو الأضعف بين الجبابرة الخمسة ونقطة ضعفه هي الإستهزاء بحجمه.
- فايبر : هي أفعى وهي أحد الجبابرة الخمسة .
- كراين : هو لقلق وهو أحد الجبابرة الخمسة ونقطة ضعفه هي أمه.

## الأصوات العربية
- هاني عبد الحي (بو)
- أحمد خليل (شيفو)
- شهاب إبراهيم (مونكي)
- ريم أبو الريش (تايجرس)
- إيمان غنيم (فايبر)
- هشام الجندي (كراين)
- عادل خلف (السيد بينج)
- رامي الطومباري
- سهير البدراوي
- عمرو مقبل
- كمال عطية
- هشام الشاذلي
- محمد الشرشابي
- مريم عبد العزيز
- مصطفى البراء
- ياسمين نجيب